# Radical 170
El radical 170, representado por el carácter Han 阜, es uno de los 214 radicales del diccionario de Kangxi. En mandarín estándar es llamado 阜部, (fù bù, ‘radical «montículo»’); en japonés es llamado 阜部, ふぶ (fubu), y en coreano 부 (bu).
El radical 170 aparece siempre en el lado izquierdo de los caracteres que clasifica adoptando la forma simplificada 阝 (por ejemplo, en 阞). Cabe señalar que esta forma es idéntica a la forma simplificada del radical 163, con la excepción de que este último aparece siempre en el lado derecho de los caracteres.
Los caracteres clasificados bajo el radical «montículo» suelen tener significados relacionados con los accidentes geográficos. Como ejemplo de esto están 阪, ‘pendiente’; 陀, ‘declive’; 降, ‘descender’.

## Nombres populares
- Mandarín estándar: 左耳旁, zuǒ ěr páng, ‘oreja en el lado izquierdo’ (ya que la forma simplificada 阝 tiene la apariencia de una oreja humana.
- Coreano: 언덕부부, eondeog bu bu, ‘radical bu-colina’.
- Japonés:　岐阜のフ（ぎふのふ）, gifu no fu, ‘carácter fu de Gifu’ (prefectura de Japón cuyo nombre, 岐阜, se escribe con este carácter); 小里偏（こざとへん）, kozatohen, ‘pueblo pequeño en el lado izquierdo’.[1]
- En occidente: radical «montículo».

## Galería
| Estilos antiguos                                 | Estilos antiguos                  | Estilos antiguos                        | Estilos antiguos                   | Estilos antiguos                   | Estilos empleados actualmente       | Estilos empleados actualmente  | Estilos empleados actualmente    | Estilos empleados actualmente   | Estilos empleados actualmente  |
|                                                  |                                   |                                         |                                    |                                    |                                     | 阜                             | 阜                               |                                 |                                |
| 甲骨文 jiǎgǔwén (escritura de huesos oraculares) | 金文 jīnwén (escritura de bronce) | 简帛 jiǎnbó (escritura de bambú y seda) | 篆文 zhuànwén (escritura de sello) | 篆文 zhuànwén (escritura de sello) | 隸書 lìshū (estilo de los escribas) | 楷書 kǎishū (estilo regular)   | 楷書 kǎishū (estilo regular)     | 行書 xǐngshū (estilo corriente) | 草書 cǎoshū (estilo de hierba) |
| 甲骨文 jiǎgǔwén (escritura de huesos oraculares) | 金文 jīnwén (escritura de bronce) | 简帛 jiǎnbó (escritura de bambú y seda) | 大篆 dàzhuàn (sello grande)        | 小篆 xiǎozhuàn (sello pequeño)     | 隸書 lìshū (estilo de los escribas) | 繁體／繁体 fántǐ (tradicional) | 简体／簡體 jiǎntǐ (simplificado) | 行書 xǐngshū (estilo corriente) | 草書 cǎoshū (estilo de hierba) |

## Caracteres con el radical 170
| trazos | carácter                                                       |
| ------ | -------------------------------------------------------------- |
| + 0    | 阜 阝                                                          |
| + 2    | 阞 队                                                          |
| + 3    | 阠 阡 阢 阣 阤                                                 |
| + 4    | 阥 阦 阧 阨 阩 阪 阫 阬 阭 阮 阯 阰 阱 防 阳 阴 阵 阶          |
| + 5    | 阷 阸 阹 阺 阻 阼 阽 阾 阿 陀 陁 陂 陃 附 际 陆 陇 陈 陉       |
| + 6    | 陊 陋 陌 降 陎 陏 限 陑 陒 陓 陔 陕                            |
| + 7    | 陖 陗 陘 陙 陛 陜 陝 陞 陟 陠 陡 院 陣 除 陥 陦 陧 陨 险       |
| + 8    | 陚 陪 陫 陬 陭 陮 陯 陰 陱 陲 陳 陴 陵 陶 陷 陸 陹 険 隆       |
| + 9    | 陻 陼 陽 陾 陿 隀 隁 隂 隃 隄 隅 隇 隈 隉 隊 隋 隌 隍 階 随 隐 |
| + 10   | 隑 隒 隓 隔 隕 隖 隗 隘 隙                                     |
| + 11   | 隚 際 障 隝 隞 隟 隠 隡                                        |
| + 12   | 隢 隣 隤 隥                                                    |
| + 13   | 隦 隧 隨 隩 險 隫                                              |
| + 14   | 隬 隭 隮 隯 隰 隱                                              |
| + 15   | 隳                                                             |
| + 16   | 隴                                                             |
| + 17   | 隵                                                             |